# (1580) Betulia
(1580) Betulia es un asteroide que forma parte de los asteroides Amor y fue descubierto por Ernest Leonard Johnson el 22 de mayo de 1950 desde el observatorio Union de Johannesburgo, República Sudaficana.

## Designación y nombre
Betulia se designó inicialmente como 1950 KA.
Más tarde fue nombrado en honor de la esposa del astrónomo estadounidense Samuel J. Herrick (1912-1974).

## Características orbitales
Betulia está situado a una distancia media del Sol de 2,197 ua, pudiendo acercarse hasta 1,126 ua. Tiene una excentricidad de 0,4874 y una inclinación orbital de 52,08°. Emplea en completar una órbita alrededor del Sol 1190 días.